# 321. brigada za civilne zadeve (ZDA)
321. brigada za civilne zadeve (izvirno angleško 321st Civil Affairs Brigade) je bila brigada za civilne zadeve Kopenske vojske Združenih držav Amerike.